# Consejo de Rectores de las Universidades Chilenas
El Consejo de Rectores de las Universidades Chilenas (Cruch), o simplemente Consejo de Rectores, es un organismo colegiado, de derecho público y con personalidad jurídica, que reúne a los rectores de treinta universidades chilenas, públicas y privadas, que tiene por función general la coordinación de la labor universitaria del país. Las instituciones de educación superior que lo integran suelen ser denominadas en Chile como «universidades tradicionales».
Este consejo fue creado por ley en 1954, y dotado de personalidad jurídica en 1964. Actualmente forman parte de este organismo los rectores de las universidades estatales y particulares chilenas creadas o reconocidas con anterioridad a 1981 o que se derivan de aquellas, y de las creadas por ley.
Únicamente las universidades que integran el CRUCH tienen derecho a aportes fiscales directos, y al monto asignado del Fondo Solidario de Crédito Universitario por institución desde 1994, que reemplazó al Crédito Fiscal Universitario.
El CRUCH es responsable del establecimiento del Sistema Único de Admisión (SUA), creado el año 2013 y en el que participan las 30 universidades del Consejo de Rectores más 16 universidades privadas adscritas. Desde 2022 se utiliza como eje de este proceso un test estandarizado denominado Prueba de Acceso a la Educación Superior (PAES); la Universidad de Chile, a través del DEMRE, es la encargada de la administración de la prueba.

## Historia

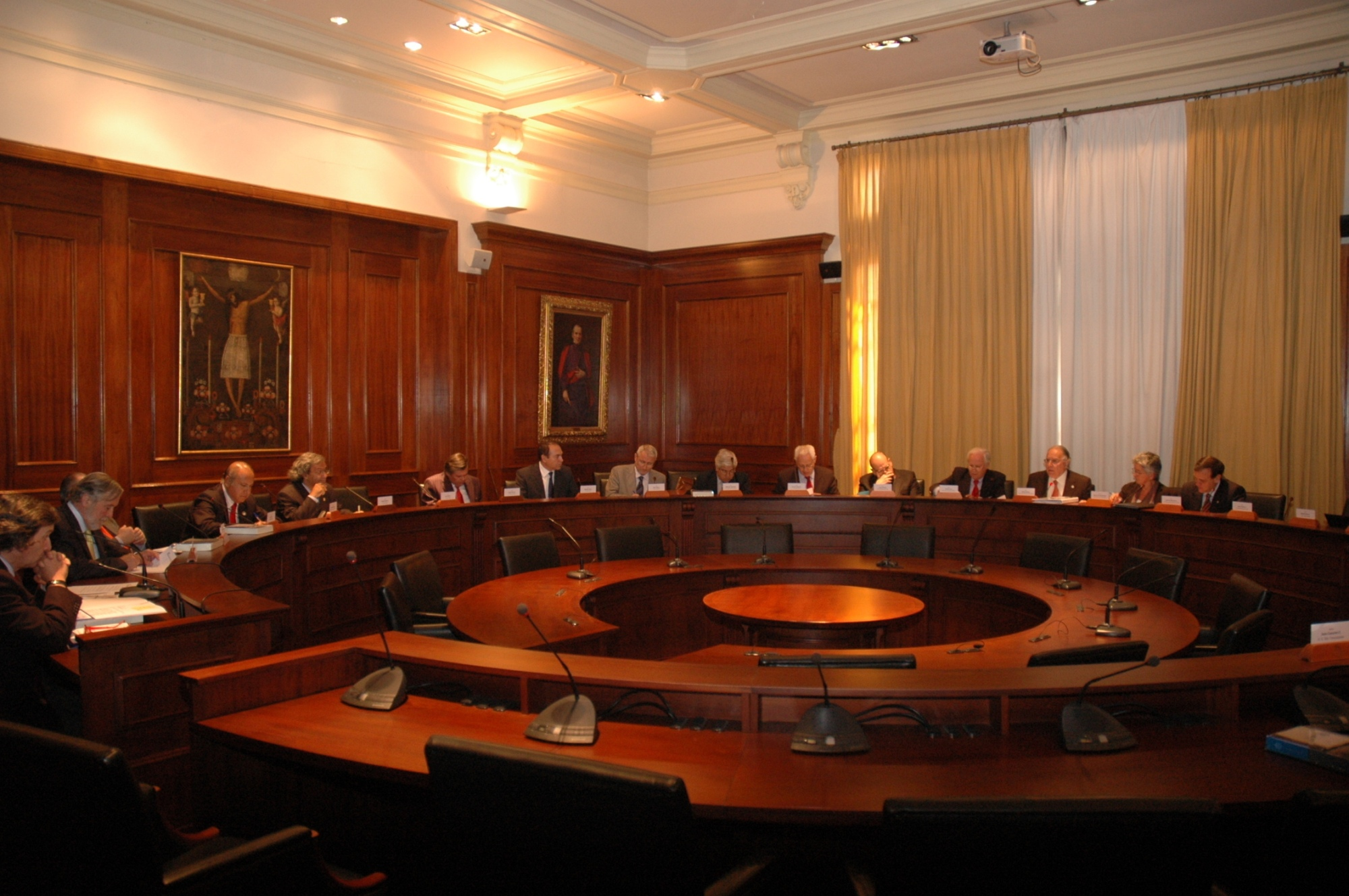
Sesión del Consejo de Rectores de las Universidades Chilenas, en 2010.

El Consejo de Rectores fue creado el 14 de agosto de 1954 por la ley n.º 11.575 –artículo 36, letra c)–, y tuvo por labor inicial confeccionar anualmente planes de coordinación de las investigaciones tecnológicas, dentro de los presupuestos que para ellas hubieran aprobado las respectivas universidades. Se compuso por los rectores de la Universidad de Chile, de la Universidad de Concepción, de la Universidad Católica de Santiago, de la Universidad Católica de Valparaíso, de la Universidad Técnica Federico Santa María, de la Universidad Técnica del Estado y de la Universidad Austral.
Se le otorgó personalidad jurídica mediante la ley n.º 15561 de 4 de febrero de 1964 –artículo 10–, la cual se asignó además la función de proponer a las respectivas universidades las iniciativas y soluciones destinadas a coordinar en general las actividades de éstas en todos sus aspectos y a mejorar el rendimiento y calidad de la enseñanza universitaria. 
El mismo año, se dictó su primer reglamento, mediante el decreto supremo 10502 del Ministerio de Educación Pública, de 1 de agosto de 1964, el cual estableció que correspondía al Consejo de Rectores proponer a las respectivas universidades las iniciativas y soluciones destinadas a coordinar sus actividades en todos sus aspectos para procurar un mejor rendimiento y calidad de la enseñanza universitaria y, especialmente, confeccionar anualmente planes de coordinación de las investigaciones científicas y tecnológicas dentro de los presupuestos que para este fin hayan aprobado en las respectivas universidades; además era responsable de ciertos estudios técnicos, sobre la estadística universitaria nacional y para la determinación de las necesidades nacionales de profesionales y técnicos, entre otros aspectos.
El objetivo inicial de la administración de los fondos públicos de investigación, se mantuvo hasta la creación de la Comisión Nacional de Investigación Científica y Tecnológica (CONICYT) en 1967.
Conforme al reglamento de 1964, el presidente del Consejo de Rectores y su representante legal era el rector de la Universidad de Chile, existiendo además el cargo de vicepresidente, ejercido rotativamente durante un año por los demás miembros del Consejo, según el orden de antigüedad en el desempeño como rector.
En 1975, por el decreto ley 1287, se dispuso que el Consejo de Rectores sería integrado y presidido por el Ministro de Educación, quien designaría un Vicepresidente de entre los miembros del Consejo.
Por la ley 18369 de 1984, se dispuso que el Consejo estaría integrado por los rectores de la Universidad de Chile, de la Universidad Católica de Chile, de la Universidad de Concepción, de la Universidad de Valparaíso, de la Universidad Católica de Valparaíso, de la Universidad Técnica Federico Santa María, de la Universidad de Santiago de Chile, de la Universidad Austral de Chile, de la Universidad del Norte, de la Universidad de Antofagasta, de la Universidad de La Serena, de la Universidad de Bío-Bío, de la Universidad de La Frontera, de la Universidad de Magallanes, de la Universidad de Talca, de la Universidad de Atacama, de la Universidad de Tarapacá, de la Universidad Arturo Prat, de la Academia Superior de Ciencias Pedagógicas de Santiago, del Instituto Profesional de Santiago, de la Academia Superior de Ciencias Pedagógicas de Valparaíso, del Instituto Profesional de Chillán, del Instituto Profesional de Valdivia, y del Instituto Profesional de Osorno. El Ministro de Educación Pública también formaba parte del Consejo y lo presidía; en caso de ausencia o impedimento, lo subrogaba el rector de la entidad que corresponda, siguiendo el orden de precedencia antes señalado.
En 1986, mediante el decreto con fuerza de ley 2 del Ministerio de Educación Pública, se dispuso que el Consejo de Rectores estaría integrado por los rectores de la Universidad de Chile, de la Universidad Católica de Chile, de la Universidad de Concepción, de la Universidad de Valparaíso, de la Universidad Católica de Valparaíso, de la Universidad Técnica Federico Santa María, de la Universidad de Santiago de Chile, de la Universidad Austral de Chile, de la Universidad del Norte, de la Universidad de Antofagasta, de la Universidad de La Serena, de la Universidad de Bío Bío, de la Universidad de La Frontera, de la Universidad de Magallanes, de la Universidad de Talca, de la Universidad de Atacama, de la Universidad de Tarapacá, de la Universidad Arturo Prat, de la Universidad Metropolitana de Ciencias de la Educación, de la Universidad de Playa Ancha, del Instituto Profesional de Santiago, del Instituto Profesional de Chillán, del Instituto Profesional de Valdivia y del Instituto Profesional de Osorno. El Ministro de Educación Pública también formaba parte del Consejo y lo presidía; en caso de ausencia o impedimento, lo subrogaba el rector de la entidad que corresponda, siguiendo el orden de precedencia antes señalado.
En 2001, el Consejo de Rectores dictó un reglamento de funcionamiento interno, en el cual se dispuso que sería presidido por el ministro de Educación o por el integrante del mismo en quien este delegue tal atribución, con acuerdo del Consejo.
Por la ley 20842 de 2015, se estableció que los rectores de la Universidad de O'Higgins y de la Universidad de Aysén integran como miembros titulares el Consejo de Rectores.
En 2018, la promulgación de la ley 21091 eliminó el veto de ingreso a las universidades privadas fundadas tras 1981, estableciendo un conjunto de requisitos en su artículo 6. Bajo estos requisitos, los rectores de la Universidad Diego Portales y de la Universidad Alberto Hurtado fueron aceptados como miembros titulares, siendo los primeros privados no tradicionales en hacerlo. En 2019 se formalizó el ingreso del rector de la Universidad de los Andes al CRUCh.

## Estructura
El Consejo de Rectores es una persona jurídica de derecho público, de administración autónoma, con domicilio en la ciudad de Santiago. Su representante legal es su presidente, esto es, el ministro de Educación.
Tiene una Secretaría General, cuya organización está establecida en el reglamento interno dictador por el Consejo. El secretario general es el jefe administrativo del Consejo, con las atribuciones que fija el reglamento interno, y su ministro de fe.
El Consejo de Rectores puede hacerse asesorar por Comisiones permanentes o especiales, en la forma que establece su reglamento interno.

### Funcionamiento
El Consejo de Rectores celebra sesiones ordinarias, por lo menos, una vez al mes, en las oportunidades que él mismo acuerde o que establezca en su reglamento interno. Celebra, además, sesiones extraordinarias cada vez que sea convocado por su Presidente, por propia iniciativa o a petición de por lo menos dos de sus miembros.
El quorum para sesionar y adoptar acuerdos es de tres quintas partes de los miembros en ejercicio.
Sin perjuicio de lo anterior, para adoptar acuerdos para emitir pronunciamientos y declaraciones es necesario el voto unánime de los miembros del Consejo, y para dictar y modificar los reglamentos internos se requiere el voto conforme de los dos tercios de los miembros en ejercicio.
A las sesiones deben asistir los rectores o sus subrogantes; excepcionalmente puede asistir en representación de una universidad la persona que designe el rector respectivo.

### Financiamiento
Las entidades cuyos rectores componen el Consejo, deben establecer anualmente en sus presupuestos, las sumas que aportarán para los gastos de este. Para este
efecto, el Consejo debe fijar con la anticipación suficiente las sumas que necesite cada año para el cumplimiento de sus fines.
El patrimonio del Consejo estará formado por:
- Los aportes de las entidades que lo componen.
- Los bienes que el Consejo adquiera a cualquier título, gratuito u oneroso, y sus rentas.
- Los fondos que la ley general de presupuestos u otras leyes especiales le otorguen.

## Atribuciones
De acuerdo a su estatuto orgánico, corresponde al Consejo de Rectores proponer a las entidades que lo integran, las iniciativas y soluciones destinadas a coordinar sus actividades en todos sus aspectos, para procurar un mejor rendimiento y calidad de la enseñanza superior.
Asimismo, ha de preocuparse, especialmente, de confeccionar anualmente planes de coordinación de las investigaciones científicas y tecnológicas dentro de los presupuestos que para este fin hayan aprobado las respectivas entidades.
El Consejo de Rectores debe dar especial preferencia a los siguientes estudios técnicos, los cuales debe revisar anualmente:
- La estadística universitaria nacional, y de las demás entidades de Educación Superior que lo integran, la cual debe contener los detalles relativos a alumnos en general, así como de cada escuela en particular y comprenderá la información relativa a: alumnos, edades, matrículas por escuelas, permanencia escolar, fracasos, graduaciones por escuelas; personal docente titular, contratado y auxiliar; personal de dedicación exclusiva por escuela; relación alumno-docente en cada escuela; en cada facultad y en cada entidad.
- La determinación de las necesidades nacionales de profesionales y de técnicos, para lo cual el Consejo de Rectores puede asesorarse de las asociaciones gremiales respectivas, así como de organismos técnicos oficiales o privados.

Igualmente, corresponde al Consejo de Rectores:
- Emitir pronunciamientos y declaraciones destinadas a hacer presente el criterio con que los rectores enfocan los principales problemas de la enseñanza, cada vez que las circunstancias lo requieran.
- Proporcionar los antecedentes e informes que le sean requeridos por el Ministerio de Educación Pública y que digan relación con la situación general de la enseñanza superior del país.
- Hacerse representar, cuando las circunstancias lo requieran, por las personas que designe ante los organismos que tienen a su cargo la educación nacional.
- Divulgar los resultados de las Investigaciones y trabajos realizados a iniciativa del Consejo de las entidades que lo integran, en los casos y forma que estime conveniente.
- Pronunciarse sobre la memoria que debe presentar el presidente acerca de la labor realizada por el Consejo en el año anterior y sobre la cuenta que, anualmente, debe rendir el secretario general relativa a su gestión administrativa y financiera.
- Dictar los reglamentos internos que estime convenientes para el mejor cumplimiento de sus finalidades.
- Designar y poner término a los servicios del personal de las oficinas del Consejo y sus dependencias, salvo aquel que ocupe cargos que, de acuerdo a la ley, sean de la exclusiva confianza del Presidente de la República; pudiendo delegar estas facultades en la o las personas que estime conveniente.
- Administrar el patrimonio del Consejo y los bienes que reciba con destinos especiales.
- Celebrar los actos, contratar y ejecutar las diligencias o gestiones que crea necesarias para el mejor cumplimiento de esos fines.

El ejercicio de las atribuciones del Consejo de Rectores no puede, en caso alguno, menoscabar o supeditar la autonomía e independencia de las entidades que lo integran, ni las funciones o derechos que, en conformidad con la tradición y la legislación vigente, corresponden a las entidades de educación superior del Estado y a las reconocidas por este; en consecuencia, los acuerdos que el Consejo de Rectores tienen sólo el carácter de recomendación y no obligan a las entidades a las cuales vayan dirigidos, las que conservan su plena autonomía para resolver acerca de ellos.

### Publicaciones
Anualmente el Consejo de Rectores debe efectuar las siguientes publicaciones:
- La estadística universitaria nacional y de las demás entidades de educación superior que lo integran.
- Un catálogo de las carreras, cursos, así como de otras actividades docentes de cada una de las universidades y demás entidades.
- Una nómina con los títulos del personal docente de cada universidad y demás entidades, agrupadas por facultades.
- El costo por alumno en cada curso y el costo de cada escuela considerado en total.

Estas publicaciones pueden ser adquiridas por el público en cada universidad.

## Composición
El Consejo de Rectores está integrado por los veintisiete rectores de las universidades chilenas, estatales y particulares reconocidas por el Estado, existentes al 31 de diciembre de 1980, de las instituciones universitarias que de ellas se derivaron y por las universidades creadas por ley con posterioridad a 1981. Las instituciones de educación superior que lo integran suelen ser denominadas en Chile como «universidades tradicionales».

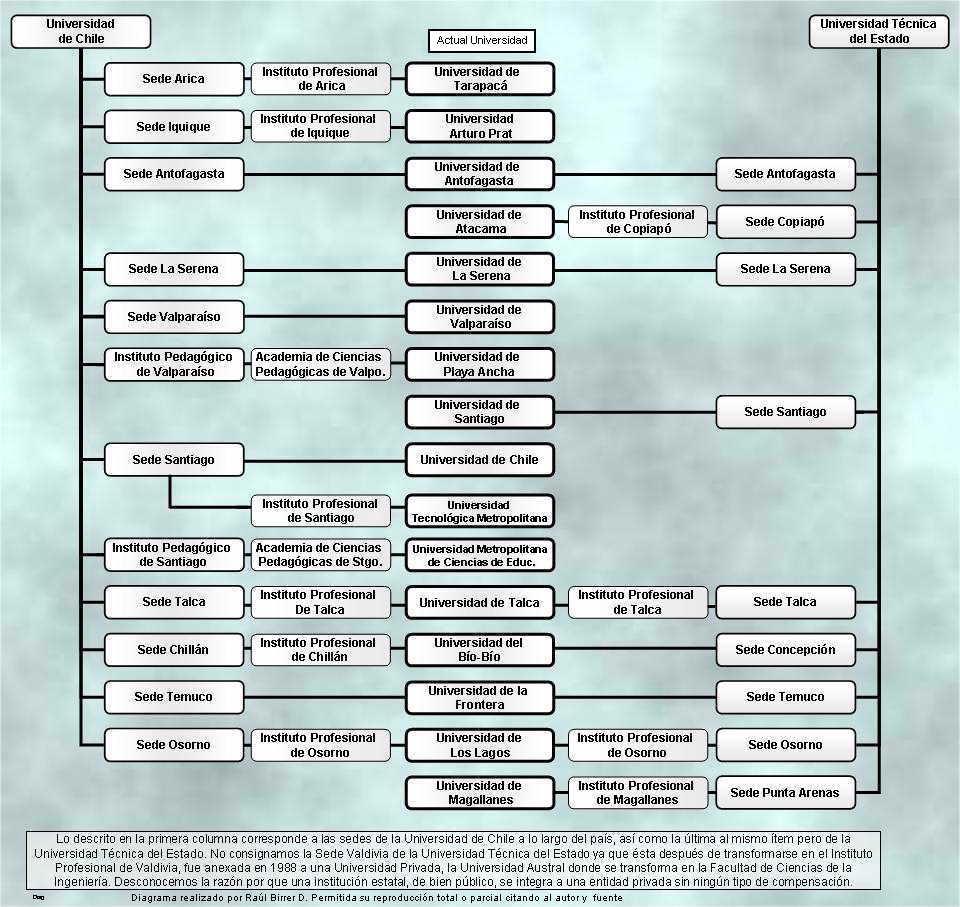
Esquema de la creación de universidades regionales a partir de las sedes de la U. de Chile y la UTE.

Las universidades estatales o públicas son creadas por ley, como corporaciones de derecho público, que poseen sus propios estatutos y son parte del Estado, en donde este último tiene participación en su establecimiento o administración. Este grupo está conformado por 18 universidades. La Universidad Técnica del Estado (UTE), creada en 1947, perteneció al Consejo de Rectores hasta su transformación en la Universidad de Santiago de Chile en 1981. La Universidad de Bío-Bío –creada a partir de la Universidad Técnica del Estado sede Concepción– integró el Consejo entre 1981 y 1988, hasta que fue suprimida por la creación de la Universidad del Bío-Bío –a partir de la anterior y el Instituto Profesional de Chillán–. Asimismo, entre 1981 y 1993 formaron parte del Consejo de Rectores los institutos profesionales y academias superiores de ciencias pedagógicas (ASCP) del Estado.
Las universidades particulares, privadas tradicionales o tradicionales no estatales, están constituidas como personas jurídicas de derecho privado, o bien pertenecen a la Iglesia Católica en Chile, que fueron reconocidas por el Estado con anterioridad a 1981, o derivaron de estas. Este grupo está conformada por seis universidades católicas y tres privadas no confesionales.

### Universidades estatales
- Universidad de Chile (UCh, 1842).[22]

#### Universidades estatales derivadas
Las universidades estatales derivadas se crearon durante el año 1981, mediante decretos con fuerza de ley, a partir de sedes, institutos o facultades de la Universidad de Chile y la Universidad Técnica del Estado, y excepcionalmente de otras instituciones:
- Universidad de Valparaíso (UV, 12 de febrero de 1981),[25] a partir de la sede de Valparaíso de la Universidad de Chile.
- Universidad de Antofagasta (UA, 20 de marzo de 1981),[26] a partir de las sedes de Antofagasta de la Universidad de Chile y de la Universidad Técnica del Estado.
- Universidad de La Frontera (UFRO, 20 de marzo de 1981),[27] a partir de las sedes de Temuco de la Universidad de Chile y de la Universidad Técnica del Estado.
- Universidad de La Serena (ULS, 20 de marzo de 1981),[28] a partir de las sedes de La Serena de la Universidad de Chile y de la Universidad Técnica del Estado.
- Universidad de Santiago de Chile (USACH, 21 de marzo de 1981;[29] ex Universidad Técnica del Estado, 1947[18]).
- Universidad de Atacama (UDA, 26 de octubre de 1981),[30] a partir del Instituto Profesional de Copiapó –sucesor y continuador legal de la sede de Copiapó de Universidad Técnica del Estado–.[31]
- Universidad de Magallanes (UMAG, 26 de octubre de 1981),[32] a partir del Instituto Profesional de Magallanes –sucesor y continuador legal de la Universidad Técnica del Estado sede Punta Arenas–.[33]
- Universidad de Talca (UTalca, 26 de octubre de 1981),[34] a partir del Instituto Profesional de Talca –sucesor y continuador legal de las sedes de Talca de la Universidad Técnica del Estado y de la Universidad de Chile–.[35]
- Universidad de Tarapacá (UTA, 11 de diciembre de 1981),[36] a partir del Instituto Profesional de Arica –sucesor y continuador legal de la sede de Arica de la Universidad de Chile–,[37] y de la Universidad del Norte sede Arica.

#### Universidades estatales creadas con posterioridad a 1981
Las universidades estatales creadas con posterioridad a 1981, lo han sido mediante leyes especiales, dictadas en 1984, 1985, 1988, 1993 y 2015:
- Universidad Arturo Prat (UNAP, 1984),[38] a partir del Instituto Profesional de Iquique –sucesor y continuador legal de la sede de Iquique de la Universidad de Chile–.[39]
- Universidad Metropolitana de Ciencias de la Educación (UMCE, 1985),[40] a partir de la Academia Superior de Ciencias Pedagógicas de Santiago creada en 1981 –sucesora y continuadora legal de la Academia Superior de Estudios Pedagógicos de la Universidad de Chile en Santiago o Instituto Pedagógico de la Universidad de Chile–.[41]
- Universidad de Playa Ancha (UPLA, 1985),[42] a partir de la Academia Superior de Ciencias Pedagógicas de Valparaíso creada en 1981 –sucesora y continuadora legal de la Facultad de Educación y Letras de la Universidad de Valparaíso, anteriormente Instituto Pedagógico de la Universidad de Chile sede Valparaíso–.[43]
- Universidad del Bío-Bío (UBB, 1988),[44] a partir del Instituto Profesional de Chillán creado en 1981 –sucesor y continuador legal de la sede de Chillán de la Universidad de Chile–[45] y de la Universidad de Bío-Bío creada en 1981 –sucesora y continuadora legal de la sede de Concepción de la Universidad Técnica del Estado–.[19]
- Universidad de Los Lagos (ULA, 1993),[46] a partir del Instituto Profesional de Osorno creado en 1981 –sucesor y continuador legal de la sede de Osorno de la Universidad de Chile y de la sede de Puerto Montt de la Universidad Técnica del Estado–.[47]
- Universidad Tecnológica Metropolitana (UTEM, 1993),[48] a partir del Instituto Profesional de Santiago creado en 1981–sucesor y continuador legal de la Academia de Estudios Tecnológicos de la Universidad de Chile en Santiago o Instituto Politécnico de la Universidad de Chile–.[49]
- Universidad de O'Higgins (2015).[15]
- Universidad de Aysén (2015).[15]

### Universidades particulares
- Pontificia Universidad Católica de Chile (PUC, 1888), reconocida por el Estado como universidad particular en 1928.[50][51]
- Universidad de Concepción (UdeC, 1919),[52] reconocida por el Estado como universidad particular en 1928.[50][51]
- Universidad Técnica Federico Santa María (UTFSM, 1926),[53] reconocida por el Estado como universidad particular en 1929.[50][51]
- Pontificia Universidad Católica de Valparaíso (PUCV, 1928), reconocida por el Estado como universidad particular en 1929.[50]
- Universidad Austral de Chile (UACh, 1954),[54] reconocida por el Estado en 1954.[3]
- Universidad Católica del Norte (UCN, anteriormente Universidad del Norte, 1956), reconocida por el Estado como universidad particular en 1964.[5]
- Universidad Diego Portales (UDP, 1982)[55]
- Universidad Alberto Hurtado (UAH, 1997)[55]
- Universidad de los Andes (UAndes, 1989)[56]

#### Universidades particulares derivadas
Las universidades particulares derivadas se crearon con posterioridad a 1981, a partir de antiguas sedes de la Pontificia Universidad Católica de Chile:
- Universidad Católica de la Santísima Concepción (UCSC, 1991), a partir de sede regional de Talcahuano.
- Universidad Católica del Maule (UCM, 1991), a partir de la sede regional del Maule.
- Universidad Católica de Temuco (UCT, 1991), a partir de la sede regional de Temuco.

## Listado de miembros
A continuación se listan los actuales miembros del Consejo de Rectores, ordenados según fecha de creación de la respectiva universidad.
| #  | Nombre                                                | Casa central | Tipo    | Rector(a)                  |
| -- | ----------------------------------------------------- | ------------ | ------- | -------------------------- |
| 1  | Universidad de Chile                                  | Santiago     | Estatal | Rosa Devés Alessandri      |
| 2  | Pontificia Universidad Católica de Chile              | Santiago     | Privada | Ignacio Sánchez Díaz       |
| 3  | Universidad de Concepción                             | Concepción   | Privada | Carlos Saavedra Rubilar    |
| 4  | Pontificia Universidad Católica de Valparaíso         | Valparaíso   | Privada | Nelson Vásquez Lara        |
| 5  | Universidad Técnica Federico Santa María              | Valparaíso   | Privada | Juan Ignacio Yuz Eissmann  |
| 6  | Universidad Austral de Chile                          | Valdivia     | Privada | Hans Richter Becerra       |
| 7  | Universidad Católica del Norte                        | Antofagasta  | Privada | Rodrigo Alda Varas         |
| 8  | Universidad de Valparaíso                             | Valparaíso   | Estatal | Osvaldo Corrales Jorquera  |
| 9  | Universidad de Antofagasta                            | Antofagasta  | Estatal | Marcos Cikutovic Salas     |
| 10 | Universidad de La Frontera                            | Temuco       | Estatal | Eduardo Hebel Weiss        |
| 11 | Universidad de La Serena                              | La Serena    | Estatal | Luperfina Rojas Escobar    |
| 12 | Universidad de Santiago de Chile                      | Santiago     | Estatal | Rodrigo Vidal Rojas        |
| 13 | Universidad de Magallanes                             | Punta Arenas | Estatal | José Maripani Maripani     |
| 14 | Universidad de Talca                                  | Talca        | Estatal | Carlos Torres Fuchslocher  |
| 15 | Universidad de Atacama                                | Copiapó      | Estatal | Forlín Aguilera Olivares   |
| 16 | Universidad de Tarapacá                               | Arica        | Estatal | Emilio Rodríguez Ponce     |
| 17 | Universidad Diego Portales                            | Santiago     | Privada | Carlos Peña González       |
| 18 | Universidad Arturo Prat                               | Iquique      | Estatal | Alberto Martínez Quezada   |
| 19 | Universidad Metropolitana de Ciencias de la Educación | Santiago     | Estatal | Elisa Araya Cortez         |
| 20 | Universidad de Playa Ancha                            | Valparaíso   | Estatal | Carlos González Morales    |
| 21 | Universidad del Bío-Bío                               | Concepción   | Estatal | Benito Umaña Hermosilla    |
| 22 | Universidad de Los Lagos                              | Osorno       | Estatal | Óscar Garrido Álvarez      |
| 23 | Universidad Tecnológica Metropolitana                 | Santiago     | Estatal | Marisol Durán Santis       |
| 24 | Universidad Católica del Maule                        | Talca        | Privada | Claudio Rojas Miño         |
| 25 | Universidad Católica de la Santísima Concepción       | Concepción   | Privada | Christian Mellado Cid      |
| 26 | Universidad Católica de Temuco                        | Temuco       | Privada | Aliro Bórquez Ramírez      |
| 27 | Universidad Alberto Hurtado                           | Santiago     | Privada | Eduardo Silva Arévalo      |
| 28 | Universidad de O'Higgins                              | Rancagua     | Estatal | Fernanda Kri Amar          |
| 29 | Universidad de Aysén                                  | Coyhaique    | Estatal | Enrique Urra Coloma        |
| 30 | Universidad de los Andes                              | Santiago     | Privada | José Antonio Guzmán Cruzat |